# 10665 Ortigão
(10665) Ortigão, denumire internațională (10665) Ortigao, este un asteroid din centura principală de asteroizi.

## Descriere
10665 Ortigão este un asteroid din centura principală de asteroizi. A fost descoperit pe 16 octombrie 1977 la Observatorul Palomar de Cornelis Johannes van Houten, Ingrid van Houten-Groeneveld și Tom Gehrels. Asteroidul prezintă o orbită caracterizată de o semiaxă mare de 2,80 ua, o excentricitate de 0,16 și o înclinație de 8,7° în raport cu ecliptica.